# Мартинес, Хосеп
Хосеп Мартинес Риера (исп. Josep Martínez Riera; род. 27 мая 1998, Альсира) — испанский футболист, вратарь итальянского клуба «Интернационале».

## Клубная карьера
Мартинес — воспитанник клубов «Альсира» и «Барселона». В 2017 году для получения игровой практики Хосеп перешёл в «Лас-Пальмас», где в начале выступал за дублирующий состав. 28 апреля 2019 года в матче против «Луго» он дебютировал в Сегунде. Летом 2020 года Фернандес перешёл во немецкий «РБ Лейпциг», подписав контракт на 4 года. 22 мая 2021 года в матче против берлинского «Униона» он дебютировал в Бундеслиге. 
29 июня 2022 года присоединился к «Дженоа» на правах аренды. 9 июня 2023 года был выкуплен у «РБ Лейпцига» на постоянной основе.
9 июля 2024 года подписал контракт с миланским «Интернационале». Сумма сделки составила 15 миллионов евро.

## Карьера за сборную
8 июня 2021 года в товарищеском матче против сборной Литвы Мартинес дебютировал за сборную Испании.
В 2021 году Мартинес в составе молодёжной сборной Испании принял участие в молодёжном чемпионате Европы в Венгрии и Словении. На турнире он был запасным и на поле не вышел.